# Pont d'Alentorn
El Pont d'Alentorn és un pont d'Artesa de Segre (Noguera) inclòs a l'Inventari del Patrimoni Arquitectònic de Catalunya.

## Descripció
Era un pont de 7 arcades a la carretera. Sobre del Segre.

## Història
Hi passa la carretera d'Artesa de Segre a Vilanova de Meià, que travessa el Segre per l'antic Pont d'Alentron, destruït durant la Primera Guerra Carlina i reconstruït posteriorment
Pont de fusta que reemplaça el que hi havia abans de pedra bastant sòlid i de 3 arcs que va ser destruït, sense quedar actualment només amb els estreps, pels partidaris de carlistes el 1839.